# Saint-Sébastien (Le Haut-Richelieu)
Pour les articles homonymes, voir Saint-Sébastien.
Saint-Sébastien est une municipalité de la municipalité régionale de comté de Le Haut-Richelieu au Québec (Canada), située dans la région administrative de la Montérégie.

## Histoire
Le 5 novembre 2011, la municipalité de la paroisse de Saint-Sébastien change son statut pour celui de municipalité.

## Géographie
À partir de son crénon, dans le nord-est de la municipalité, la rivière du Sud coule vers le sud-ouest.

## Démographie
| 1986 | 1991 | 1996 | 2001 | 2006 | 2011 | 2016 | 2021 |
| ---- | ---- | ---- | ---- | ---- | ---- | ---- | ---- |
| 777  | 800  | 749  | 766  | 682  | 736  | 718  | 692  |

## Administration
Les élections municipales se font en bloc pour le maire et les six conseillers.
| Saint-Sébastien Maires depuis 2002                                                                                    |                       |         |          |
| Élection | Maire                 | Qualité | Résultat |
| 2002 | Marcel Proteau        |         | Voir     |
| 2005 | Michel Surprenant     |         | Voir     |
| 2009 | Marie-Douce Morin     |         | Voir     |
| 2012 | Michel Surprenant (2) |         | n/d      |
| 2013 | Martin Thibert        |         | Voir     |
| 2017 | Martin Thibert        | Voir    |          |
| 2021 | Martin Thibert        | Voir    |          |
| Élection partielle en italique Depuis 2005, les élections sont simultanées dans toutes les municipalités québécoises. |                       |         |          |